# Шехтель, Александр Яковлевич
Александр Яковлевич Шехтель (1907—1987) — советский легкоатлет, специализировавшийся в метаниях (толкание ядра, метание диска, метание молота), чемпион и призёр чемпионатов СССР, рекордсмен СССР. Заслуженный мастер спорта СССР (1946). Кандидат педагогических наук, профессор.

## Биография
Работал инженером тяги МПС. В 1924 увлёкся спортом.
Выступал за клубы «Динамо» (Москва, 1930—1932 годы), «Динамо» (Харьков, 1933—1934 годы), «Динамо» (Ленинград), «Пищевик» (Ленинград), «Медик» (Ленинград).
Установил 4 рекорда СССР в толкании ядра (от 13,43 до 14,52) и 10 рекордов страны в метании молота (от 49,18 до 55,81). Был первым советским метателем молота, пославшим снаряд за 55 метров (55,43 — Ленинград, 30 мая 1948 года).
Окончил ГЦОЛИФК. Работал заведующим кафедрой физического воспитания Ленинградского текстильного института имени С. М. Кирова.
Скончался в 1987 году. Похоронен на Серафимовском кладбище Санкт-Петербурга.

## Спортивные результаты
- Всесоюзные межведомственные соревнования по лёгкой атлетике 1934 года:
  - Толкание ядра —  (14,33);
- Чемпионат СССР по лёгкой атлетике 1936 года:
  - Метание молота —  (46,51);
- Чемпионат СССР по лёгкой атлетике 1937 года:
  - Метание молота —  (49,52);
- Чемпионат СССР по лёгкой атлетике 1940 года:
  - Метание молота —  (49,92);
- Чемпионат СССР по лёгкой атлетике 1944 года:
  - Метание молота —  (50,65);
- Чемпионат СССР по лёгкой атлетике 1945 года:
  - Метание молота —  (52,16);
- Чемпионат СССР по лёгкой атлетике 1946 года:
  - Метание молота —  (54,64);
- Чемпионат СССР по лёгкой атлетике 1947 года:
  - Метание молота —  (54,21);
- Чемпионат СССР по лёгкой атлетике 1949 года:
  - Метание молота —  (51,21);

## Семья
- Шехтель, Артур Яковлевич (1909—1986) — брат, советский легкоатлет (метание копья, молота). Чемпион СССР в метании молота, неоднократный призёр первенств СССР по лёгкой атлетике.
- Шехтель, Александр Александрович (1944—2016) — сын, советский и российский актёр и каскадёр.
- Шехтель, Зураб Александрович (1932—1972) — пасынок, советский футболист, вратарь, тренер, мастер спорта СССР (1959).